# Barbaro (vescovo)
Barbaro (VI secolo – VII secolo) è stato un vescovo italiano.

## Biografia
Il critico tedesco Ferdinand Hirsch parla di lui avendo rintracciato una lettera che papa Gregorio I indirizzò nel 602 a Barbaro Episcopio Beneventum. Secondo il critico essendo Barbaro fuggito dalla città dove era stato posto veniva inviato in alcune missioni a Palermo ed a Ortona Della sua vita parla anche il Di Meo.
La critica storica tuttavia non è unanime nell'attribuzione della sede episcopale di Barbaro. Infatti, come documentano Lanzoni e Pietri, l'epistolario di Gregorio Magno comprende due lettere del mese di novembre 602, una indirizzata a Barbaro e l'altra al clero e ai fedeli di Palermo; Barbaro tuttavia non è indicato come vescovo di Benevento, ma di Carini. La medesima indicazione di Carini è riportata nell'edizione delle lettere gregoriane edita dalle Monumenta Germaniae Historica.